# Wim Rigter
Wim Rigter, pseudoniem van Willem Boerrigter (Santpoort, 12 maart 1967 – Haarlem, 23 november 2004), was een Nederlandse radio- en televisiepresentator.

## Leven
Op de middelbare school had Rigter bijbaantjes als diskjockey in discotheken en nachtclubs en bij de piratenzender Octaaf. Zijn radiocarrière begon echt in 1987 toen hij bij de VARA ging werken als presentator van het programma Muziek in de nacht. Later ging hij daarbij ook wekelijks Rigter presenteren en Ochtendhumeur. Daarna werkte hij, samen met zijn VARA-collega Peter Belt, een paar jaar als programmaleider bij Power FM. Na zijn overstap naar de AVRO kreeg Rigter vooral bekendheid als presentator van het best beluisterde Nederlandse radioprogramma Arbeidsvitaminen (van 1997 tot 2001) op 3FM. Ook presenteerde hij op televisie het tweede seizoen van AVRO's Toppop NonStop. Na 2002 ging hij voor de AVRO als verslaggever werken bij Radio 1. Daar was Rigter de presentator van het programma De Nachtdienst. Bovendien werkte hij in deze periode voor 3FM als coördinator van de opleiding voor nieuw dj-talent.
Rigter trouwde op 28 juli 1995 met actrice Pieternel Pouwels. In 2000 scheidden ze van elkaar.
Op 9 juni 2004 – kort voor een ingrijpende operatie – trad hij in het huwelijk met zijn vriendin Monique Rietveldt. Ze hebben samen een dochter: Jip.

## Ziekte en overlijden
In 1994 werd er een hersentumor ontdekt, die daarna operatief verwijderd is. In februari 2004 werd bij Rigter slokdarmkanker geconstateerd, waarvoor hij bestraald is en chemotherapie heeft ondergaan. In juni van dat jaar bleek dat echter niet succesvol, want Rigter bleek uitzaaiingen te hebben in zijn hals. De artsen zagen weinig mogelijkheden meer, maar besloten toch om een "alles of niets"-poging te wagen. De operatie, waarbij op verschillende plaatsen weefsel werd weggehaald, verliep verbazingwekkend hoopgevend. Twee weken na de ingreep, die zeven uur duurde, verliet Rigter het ziekenhuis om thuis verder te herstellen.
De maanden daarop verliep het herstel, met weliswaar zo nu en dan een tegenslag, voorspoedig en leken er geen nieuwe uitzaaiingen te zijn. Later bleek dat er toch uitzaaiingen waren en dat een verdere behandeling weinig zin meer had.
Wim Rigter overleed uiteindelijk op 23 november van datzelfde jaar aan de gevolgen van zijn ziekte. Op 30 november werd hij in besloten kring begraven op de Begraafplaats Westerveld in Driehuis.
In oktober 2006 stierf de enige zus van Wim, Susan, op eveneens 37-jarige leeftijd ook aan kanker.

## Prijs
Op 6 maart 2005 maakte de popzender 3FM bekend dat er jaarlijks een naar Rigter genoemde prijs zou worden uitgereikt aan de Nederlandse popact die in het voorafgaande jaar het meest op 3FM werd gedraaid. De prijs heet de Schaal van Rigter en werd voor het eerst uitgereikt in 2005 over 2004.

## Rigter!Live
Onder de naam Rigter!Live werd er van 2005 tot en met 2014 jaarlijks een popfestival gehouden, ter inzameling van fondsen voor het onderzoek naar kankerbestrijding. Hierdoor heeft de organisatie jaarlijks een bedrag van €35.000,- kunnen vrijmaken voor onderzoek door het Koningin Wilhelmina Fonds.